# Fosse, Pyrénées-Orientales
Fosse là một xã trong tỉnh Pyrénées-Orientales, vùng Occitanie phía nam nước Pháp. Xã Fosse, Pyrénées-Orientales nằm ở khu vực có độ cao trung bình 488 mét trên mực nước biển.